# Hans David Matras
Hans David Matras (født 30. december 1819 på Viðareiði, død 12. marts 1875) var en færøsk købmand og politiker. Han var søn af Elsebeth Malena Johannesdatter og Johan Hendrik Matras fra Viðareiði, og var gift med Sunnuva Simonsdatter fra Hattarvík. Selv boede Matras det meste af livet på Fugloy, først i Hattarvík og senere på Kirkja. Matras var valgt til Lagtinget for Norðoyar fra 1852 til 1873, og var blandt de som kritiserede amtmandens styre omkring 1860. Matras beskrives i samtidige kilder som en oplyst, intelligent og retskaffen mand.